# Vlado Kreslin

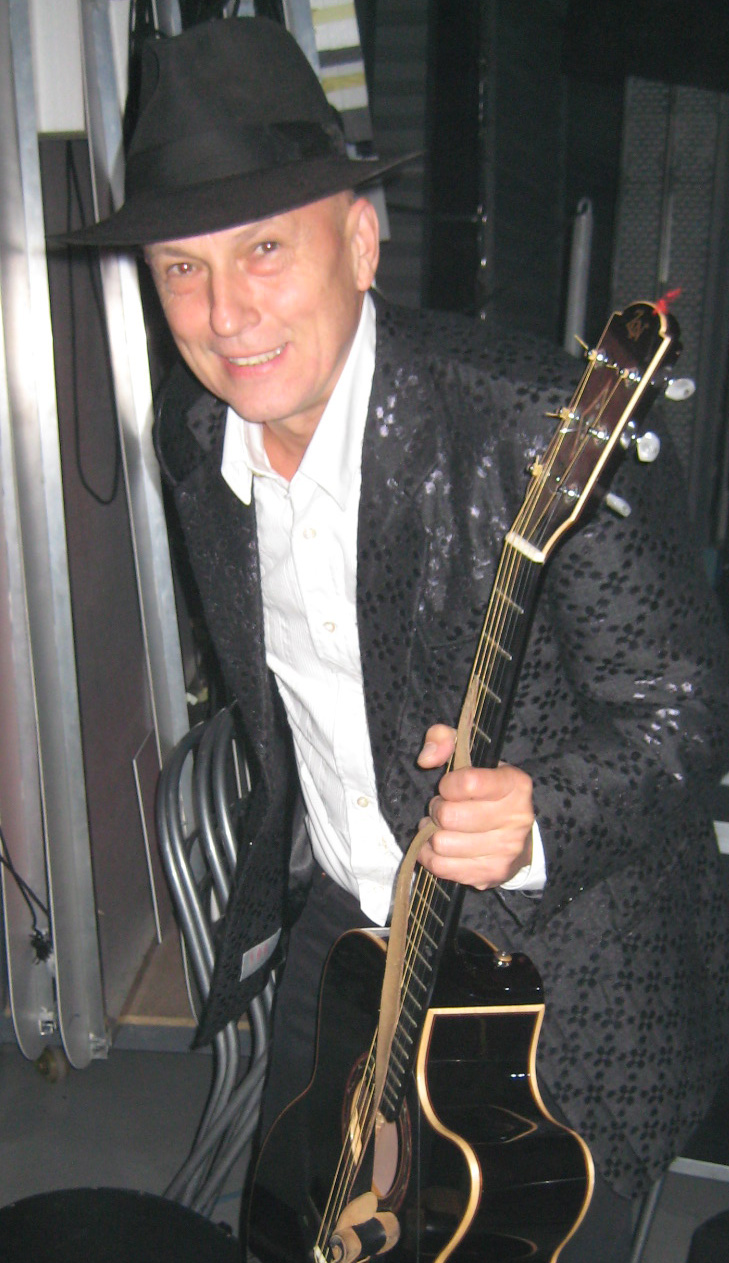
Vlado Kreslin

Vlado Kreslin (Beltinci, Prekmurje, Eslovenia, 29/11/1953) es un cantautor esloveno. 
Ya durante su infancia le gustaba la música, pero en su pueblo no había escuelas musicales, por lo que tuvo que aprender solo. 
Empezó su carrera en el año 1970, cuando participó en el grupo Apollo,  donde tocaba la batería (ahora toca la guitarra). Tres años después probó suerte en Špirit Group, un grupo de la ciudad de Murska Sobota. Desde 1975 hasta 1978 tocó para Horizont, un grupo de Ljubljana. Su primer éxito lo tuvo en el año 1980, cuando ganó el Festival nacional Slovenska popevka con la canción Dan neskončnih sanj. Dado que en Eslovenia todos los hombres jóvenes de aquel período (yugoslavo) tenían que cumplir el servicio militar obligatorio, no pudo consagrarse plenamente a la música.
En el año 1983 participó en el grupo Martin Krpan, con el que publicó dos álbumes: en 1987: Od višine se zvrti, y en 1990: Bogovi in ovce. El grupo tuvo su pico de popularidad hasta el año 1991 y todavía es uno de los grupos con más éxito de Eslovenia. Su disolución no preocupó demasiado a Vlado porque ya era célebre por sus cooperaciones musicales con otros cantantes eslovenos, también con Miro Tomassini, quien le acompañaba con la mandolina.
En el año 1991 sacó a la venta su primer álbum, llamado Namesto koga roža cveti (Por quién florece la flor) y la canción del mismo nombre es todavía uno de sus mejores temas, y uno de los más populares de todos los tiempos. 
En su pueblo natal, Beltinci, hace años existía el grupo popular étnico Beltinška banda. Aunque Vlado les conocía desde mucho antes, se unieron en 1991, tocaron por primera vez en un pícnic, dejando claro que juntos iban a hacer muy buen trabajo. En el año 1992 sacaron a la venta el álbum llamado Spominčice. Un año después sacaron otro álbum, Najlepša leta našega življenja, dedicado a Miško, un miembro del grupo que había muerto unos meses antes.
En 1994 publicó, junto con el grupo Mali bogovi otro álbum llamado Nekega jutra, ko se zdani.
En el año 1997 participó en un concierto organizado por Pavarotti en Sarajevo con fines humanitarios, con el que recaudar fondos para los niños que estaban siendo víctimas de la Guerra de Bosnia. Cantó junto a grandes personalidades y cantantes de todos los tiempos como el mismo Pavarotti, Bono, Zucchero, etc.
En 1998 apareció el Muzica, un álbum muy atípico en la escena musical eslovena, ya que unía siete canciones étnicas diferentes con autores originarios de sendas regiones eslovenas. A eso siguieron dos grandes conciertos en Ljubljana y muchas actuaciones por todo el mundo.
En el marzo de 2000 grabó con otros dos famosos cantantes eslovenos, Pero Lovšin y Zoran Predin, el himno futbolístico Slovenija gre naprej (Eslovenia avanza).
En 2002 sacó a la venta el álbum Kreslinčice y, al año siguiente, cantó en el megaconcierto del grupo Siddharta ante 30.000 espectadores.
Su álbum más popular, estrenado en 2007 y llamado Cesta, es uno de los más vendidos de todos los tiempos.
Además de su carrera musical, Vlado Kreslin es también actor y poeta: en 2006 vio la luz el poemario Venci, y en los últimos años es famoso especialmente por tres conciertos consecutivos, cada año en diciembre, cuyas entradas se agotan ya un mes antes.

## Discografía
- Od višine se zvrti, Martin Krpan, 1986
- Bogovi in ovce, Martin Krpan, 1990
- Namesto koga roža cveti, 1991
- Spominčice, Vlado Kreslin y Beltinška banda, 1992
- Najlepša leta našega življenja, Vlado Kreslin y Beltinška banda, 1993
- Nekega jutra, ko se zdani, Vlado Kreslin y Mali bogovi, 1994
- Pikapolonica, Vlado Kreslin, Mali bogovi y Beltinška banda, 1996
- Muzika, 1998
- Ptič, 2000
- Kreslinčice, 2002
- Generacija, 2003
- Koncert,  2005
- Cesta, 31/ 08/ 2007
- Drevored 2010

## Enlaces
- Página web oficial
- Vlado Kreslin fan club

- Datos: Q1024048
- Multimedia: Vlado Kreslin / Q1024048